# Anomalon canadense
Anomalon canadense är en stekelart som först beskrevs av Léon Abel Provancher 1879.  Anomalon canadense ingår i släktet Anomalon och familjen brokparasitsteklar. Inga underarter finns listade i Catalogue of Life.